# Перо (муніципалітет)
Перо (італ. Pero) — муніципалітет в Італії, у регіоні Ломбардія, метрополійне місто Мілан.
Перо розташоване на відстані близько 490 км на північний захід від Рима, 11 км на північний захід від Мілана.
Населення — 11 026 осіб (2014).

## Демографія
Населення за роками:

Станом на 1 січня 2023 року в муніципалітеті офіційно проживали 2074 іноземці з 72 країн, серед них 373 громадяни країн Євросоюзу та 115 громадян України.

## Сусідні муніципалітети
- Мілан
- Ро